# Actinodendron alcyonoideum
Actinodendron alcyonoideum är en havsanemonart som först beskrevs av Jean René Constant Quoy och Joseph Paul Gaimard 1833.  Actinodendron alcyonoideum ingår i släktet Actinodendron och familjen Actinodendronidae. Inga underarter finns listade i Catalogue of Life.